# Tethyaster tangaroae
Tethyaster tangaroae is een kamster uit de familie Astropectinidae.
De wetenschappelijke naam van de soort werd in 1989 gepubliceerd door Rowe.